# Parafia Ewangelicko-Augsburska w Skoczowie
Parafia Ewangelicko-Augsburska w Skoczowie – zbór (parafia) luterański w Skoczowie (drugi co do wielkości w Polsce), należący do diecezji cieszyńskiej Kościoła Ewangelicko-Augsburskiego w RP. Mieści się przy ulicy Zofii Kossak-Szatkowskiej. Swym zasięgiem obejmuje miasto Skoczów oraz jedenaście miejscowości: Dębowiec (filia), Iskrzyczyn, Harbutowice, Kiczyce, Międzyświeć, Ochaby, Pierściec (filia), Pogórze, Simoradz (filia), Wilamowice, Wiślica, parafia liczy około 3650 wiernych. W Skoczowie znajduje się ewangelicko-augsburski cmentarz parafialny.

## Historia
Po Wiośnie Ludów w 1848 r. w Cesarstwie Austriackim następuje równouprawnienie wyznań protestanckich względem dotąd panującego katolickiego uwieńczone wydaniem Patentu Protestanckiego w 1861 r. Pierwsze starania, by wybudować w Skoczowie kościół ewangelicki rozpoczął w 1849 r. skoczowski kupiec Paweł Kozioł. W rok później powstał Komitet budowy kościoła, który w 1862 r. otrzymał zezwolenie na realizację swych planów. Budowa trwała od 31 maja 1863 r. do 1865 r., a poświęcenie nastąpiło 1 listopada. W tym roku powstała obok kościoła również plebania, w 1870 r. nowa szkoła ewangelicka, a w 1904 r. w specjalnie w tym celu zakupionym budynku dom sierot. Powstała parafia obejmowała Skoczów i okolice, wyodrębniła się z obszarów trzech dotychczasowych parafii w: Cieszynie, Ustroniu i Drogomyślu.
Pierwszym pastorem w Skoczowie został Jan Karzeł, po jego śmierci w 1888 r. zastąpił go ks. Andrzej Krzywoń, który pełnił równocześnie funkcję seniora śląskiego a później superintendenta. W 1870 r. zbór liczył ok. 2200 parafian, a nabożeństwa wygłaszane były w języku polskim i raz w miesiącu niemieckim dla około 100 niemieckojęzycznych zborowników. Trzecim proboszczem w Skoczowie został ks. Józef Gabryś z Drogomyśla. Funkcję tę sprawował w latach 1912–1945, który był aktywnym zwolennikiem Śląskiej Partii Ludowej.
W 1925 parafia zrzeszała 3 257 wiernych a w 1937 3 150.
W czasach II wojny światowej kościół i plebania zostały poważnie uszkodzone. Dwa większe dzwony zarekwirowane zostały na cele wojenne. W czerwcu 1945 roku obowiązki administratora, a następnie proboszcza objął ks. Gustaw Broda. W czasie wojny współpracował z Batalionami Chłopskimi. W trudnych warunkach powojennych wyremontowano podniszczony kościół oraz plebanię, a także rozpoczęto odbudowę zniszczonego kościoła w Wieszczętach-Kowalach. Ks. Broda funkcję proboszcza pełnił w Skoczowie do 1956. Od 1956 do połowy 1959 roku skoczowską parafią administrował ks. Leopold Raabe. Od 1 listopada 1959 do 1 stycznia 1986 funkcję proboszcza sprawował w Skoczowie ks. Jan Noga. W tym okresie dokonano pełnej restauracji kościoła na zewnątrz i wewnątrz. Zainstalowano ogrzewanie i wprowadzono radiofonizację. Równolegle z odnową kościoła postępowała budowa nowego domu katechetycznego, zlokalizowanego obok plebanii, odnowiono kaplice w Simoradzu i Dębowcu. Powstał budynek parafialny w Wieszczętach- Kowalach oraz salka katechetyczna w Simoradzu. Rozpoczęto budowę nowego kościoła w Pierśćcu. Od 1986 roku funkcję skoczowskiego proboszcza pełnił ks. Andrzej Czyż. Za jego kadencji dokończono budowę i poświęcono nowy kościół w Pierśćcu, jak również dokonano modernizacji już nie kaplic, a kościołów w Dębowcu i w Simoradzu. W latach 1987–1988 dokonany został remont plebanii w Skoczowie, a później także budynku dawnej Szkoły Ewangelickiej. W budynku powstało mieszkanie dla proboszcza pomocniczego, sala młodzieżowa oraz sala chórowa wraz z zapleczem. Staraniem ks. A. Czyża i ks. Ryszarda Janika z Jaworza w 1994 utworzona została samodzielna parafia w Wieszczętach-Kowalach. W dniu 3 lutego 2002 stanowisko proboszcza objął ks. Adam Podżorski, w urząd proboszcza został wprowadzony wraz z nową radą parafialną. Zmarł po długiej chorobie 26 sierpnia 2018. Ogłoszony został wakat na stanowisko proboszcza. Wybory na ten urząd odbyły się dnia 23 września 2018 a wygrał je ks. Alfred Borski. Wprowadzony został w urząd proboszcza parafii dnia 18 listopada 2018, w czasie uroczystego nabożeństwa w Skoczowie.

## Proboszczowie parafii[7]
Dotychczas urząd proboszcza sprawowało dziesięciu księży (w tym dwóch administratorów):
- ks. Jan Karzeł, w latach 1866-1888,
- ks. superintendent Andrzej Krzywoń, w latach 1889-1911,
- ks. Józef Gabryś, w latach 1912-1945,
- ks. Gustaw Broda, w latach 1945-1956,
- ks. Leopold Raabe, administrator w latach 1956-1959,
- ks. Jan Noga, w latach 1959-1986,
- ks. Andrzej Czyż, w latach 1986-2002,
- ks. Adam Podżorski, w latach 2002-2018
- ks. Mirosław Czyż (proboszcz pomocniczy), w latach 2010-2016[8][9]
- bp Adrian Korczago, administrator w roku 2018,
- ks. dr Alfred Borski, od 18.11.2018 - nadal.

## Filiały

### Dębowiec
Według austriackiego spisu ludności z 1910 r. w Dębowcu mieszkało 417 ewangelików, stanowiących 42,4% jego mieszkańców. Posiadali oni tu swój cmentarz, na obszarze którego w 1912 r. poświęcono nową kaplicę. Z kolei w 2011 r. poświęcono nowy dom zborowy

### Simoradz
W 1545, w okresie reformacji, miejscowa ludność przeszła w znacznej mierze na wyznanie luterańskie i przejęła miejscowy kościół odnawiając go w 1611. W 1654 władze austriackie w ramach kontrreformacji na mocy rozporządzenia odebrały budynek kościoła i zamknęły go. Miejscowi ewangelicy zostali pozbawieni świątyni na wiele lat. Sytuację zmieniło powstanie kościoła i zboru obejmującego Simoradz w Drogomyślu w 1788 r., a jeszcze bliżej w Skoczowie w 1865 r. W 1910 r. ewangelików w Simoradzu było 356 (62,6% mieszkańców). W latach 1926–1928 na ewangelickim cmentarzu założonym w 1857 r. powstała kaplica, przemianowana w 1995 r. na kościół Ducha Świętego.

## Galeria

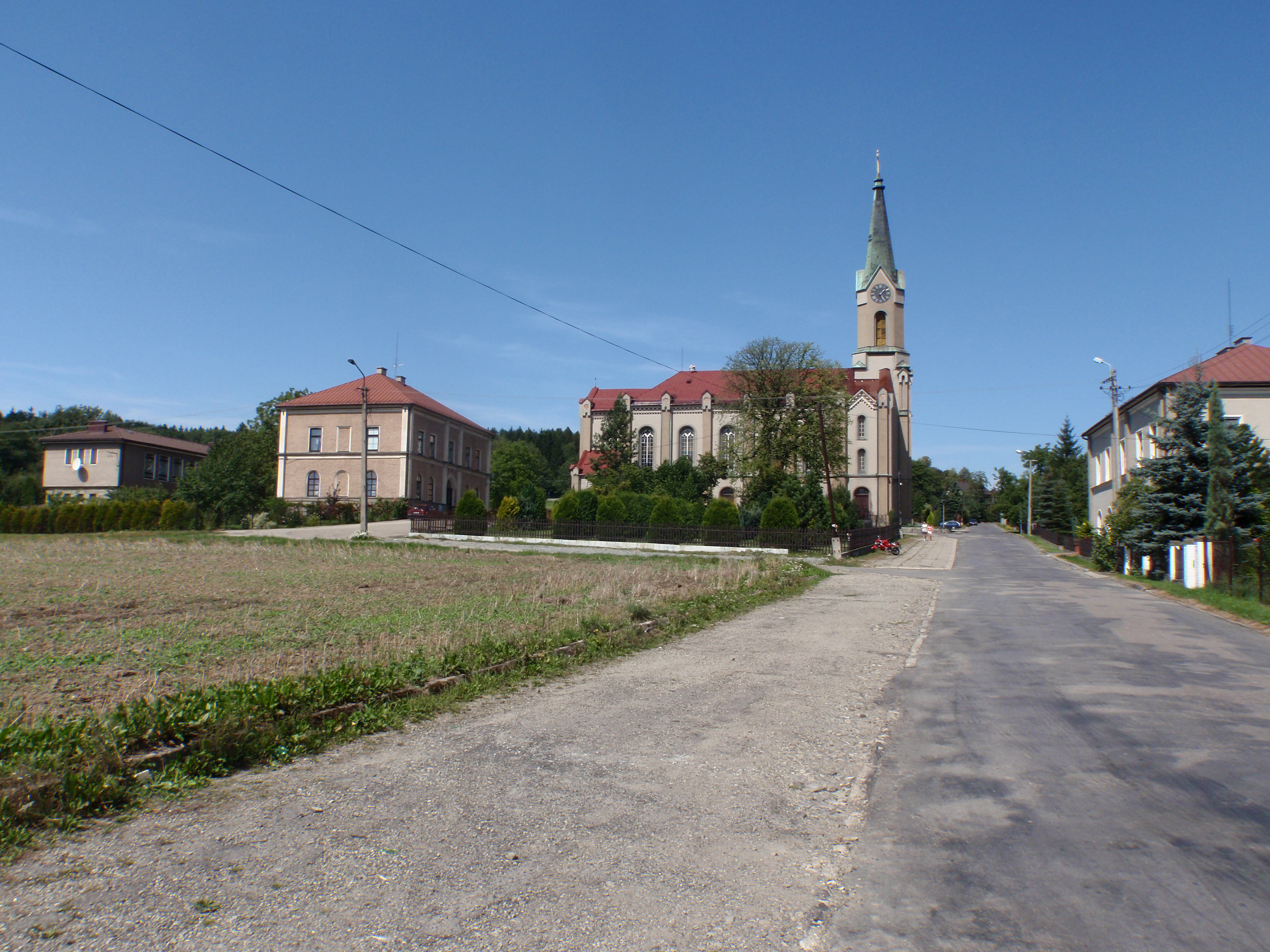
Kompleks budynków parafialnych w Skoczowie
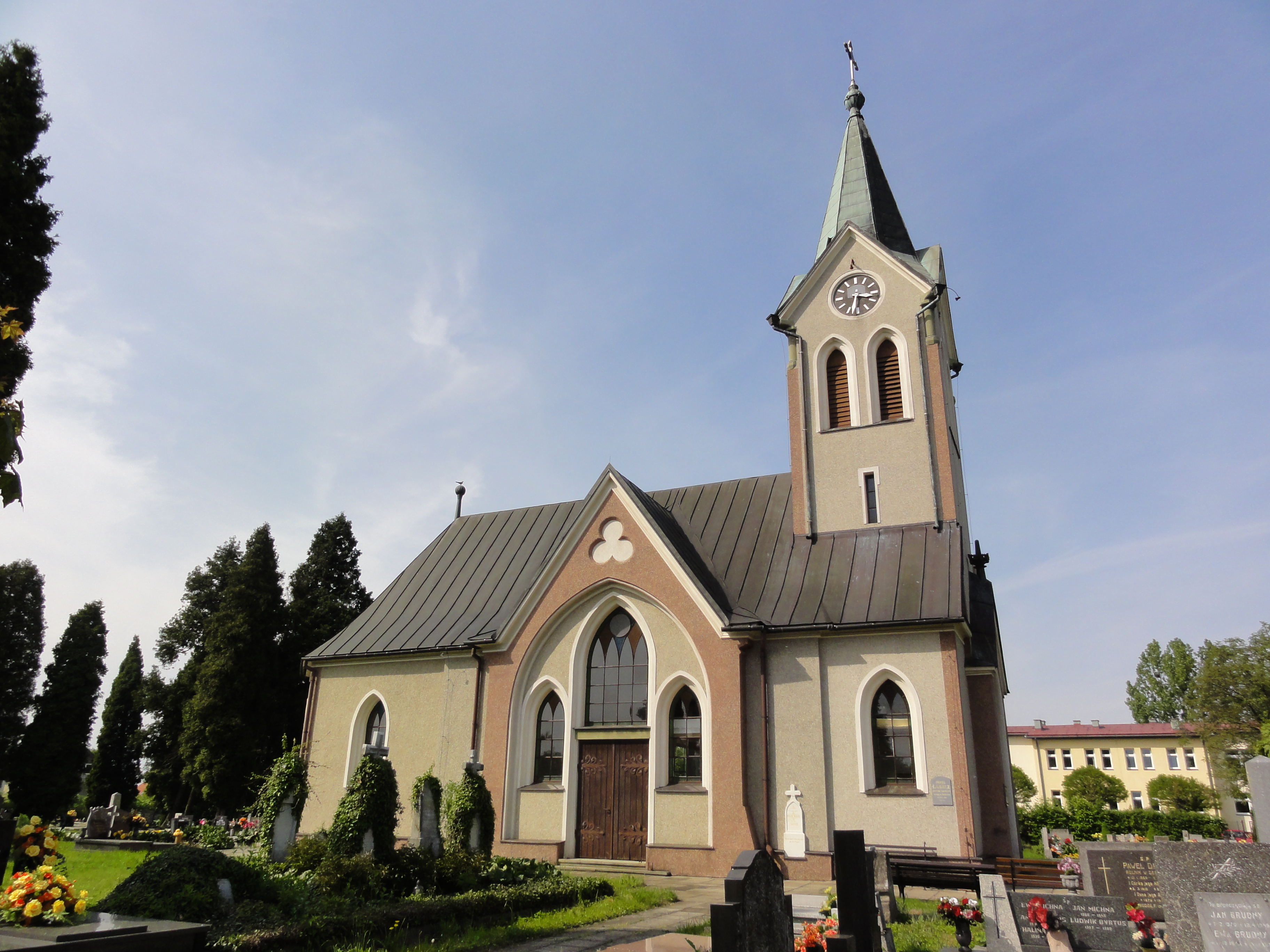
Kościół filialny w Dębowcu
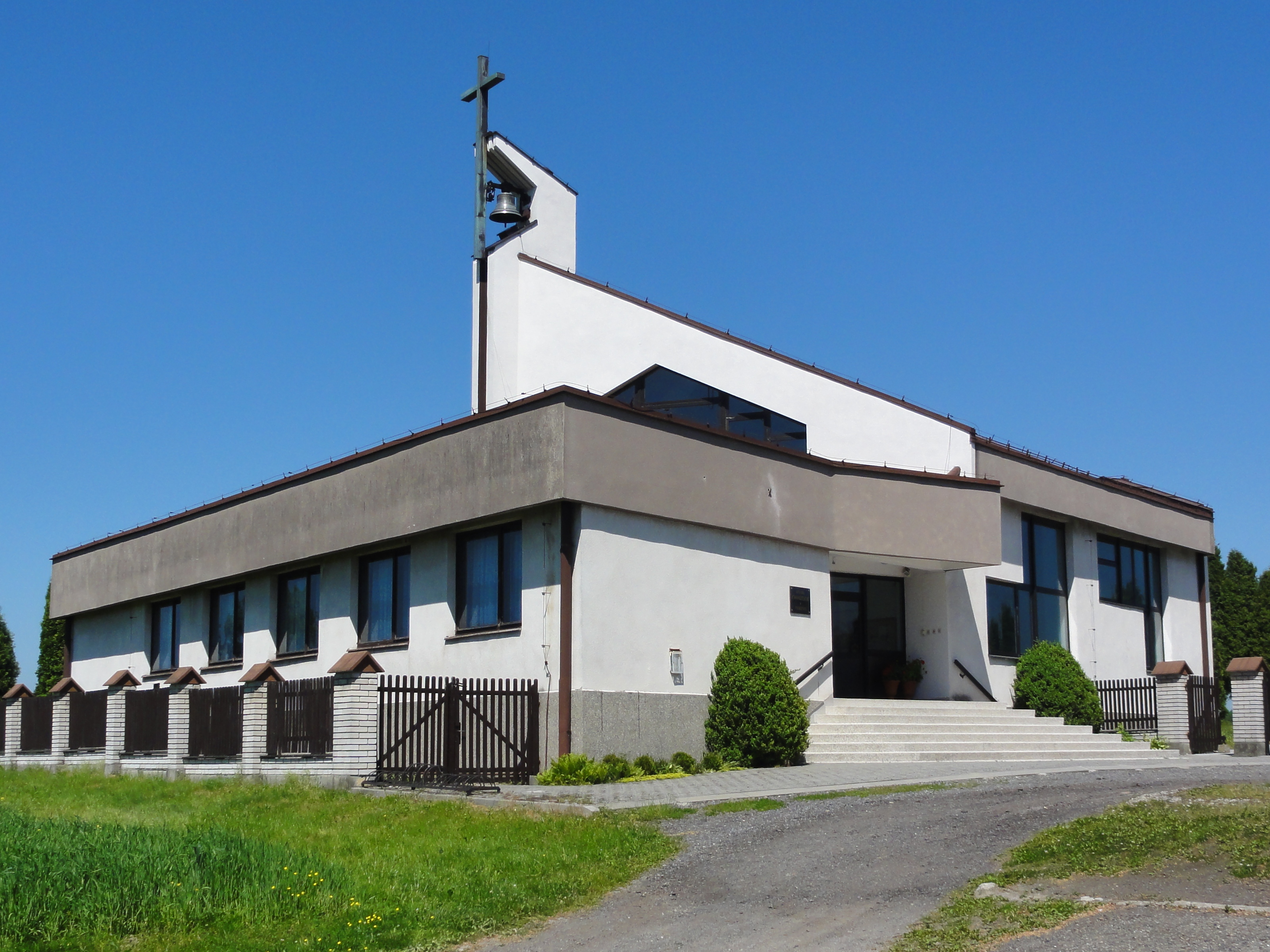
Kościół filialny w Pierśćcu
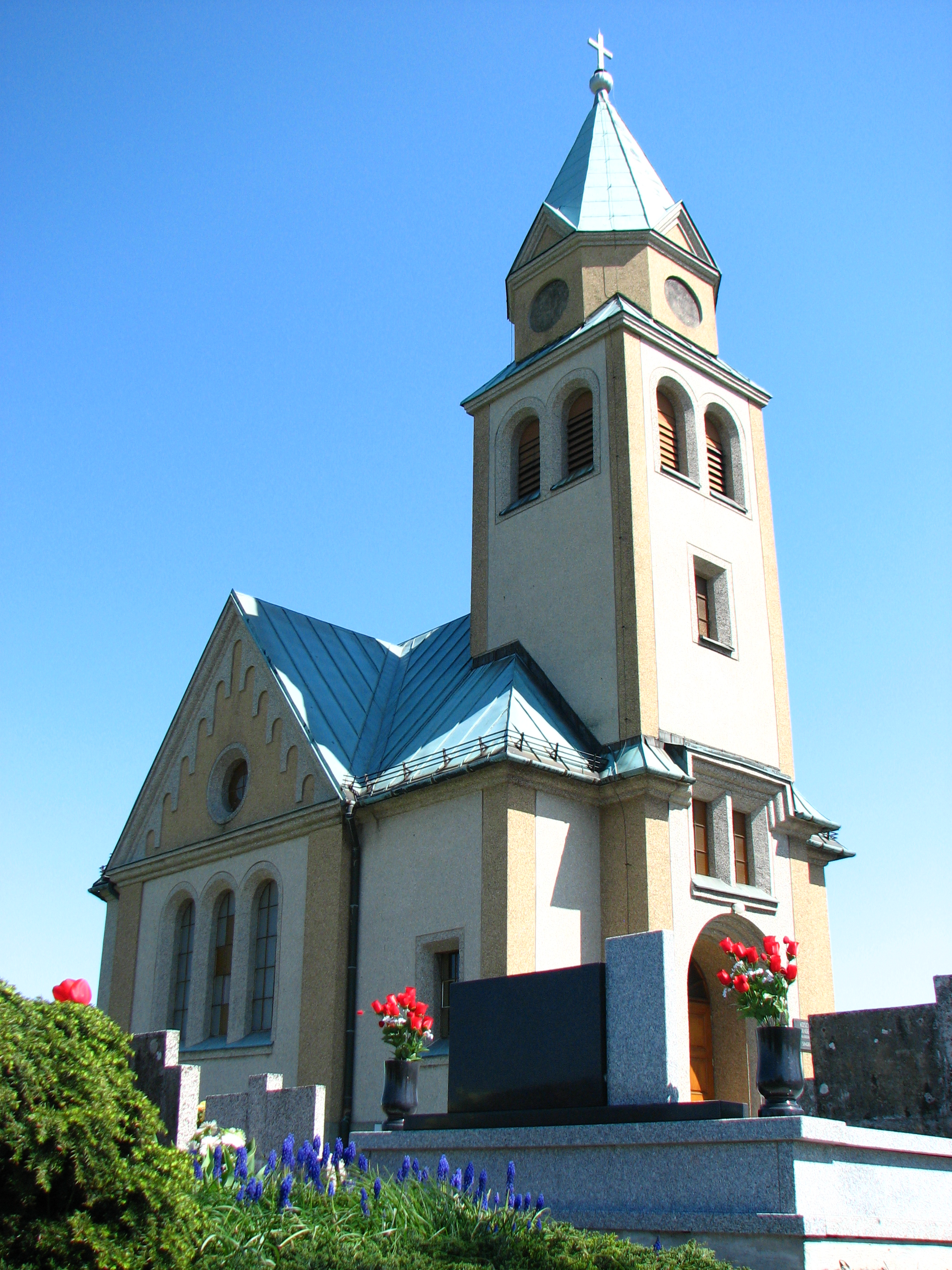
Kościół filialny w Simoradzu